# كارلوس أمفينو
كارلوس سيرياكو أمفينو (بالإسبانية: Carlos Ameghino)‏ (16 يونيو 1865 – 12 نيسان / أبريل 1936) هو عالم أحياء قديمة ومستكشف أرجنتيني رافق شقيقه فلورنتينو أمفينو في جميع أنحاء الأرجنتين للبحث عن الأحفوريات.

## المسيرة المهنية
درس كارلوس أمفينو عن التاريخ الطبيعي مع شقيقه فلورنتينو أمفينو في رحلاته إلى بوينس آيرس ومحافظة تشاكو في الأرجنتين. وكان الهدف من هذه الحملة هو جمع الأحفوريات.
في عام 1887 سافر إلى جنوب الأرجنتين، ومستجمعات المياه في نهر سانتا كروز، ونهر شوبوت، ونهر تشيكو، ونهر دسيدو، ونهر غاليغوس، ومضيق ماجلان. واكتشف العديد من الأحفوريات وكتب عدة نقارير عن الجيولوجيا وعلم الأحياء القديمة وأعطى بحثه لأخيه.